# Horst Dahm
Horst Dahm (* 23. April 1929; † 4. Oktober 2022) war ein deutscher Jäger, Herausgeber von Jagd- und Schützenliedern sowie Autor von Jagderzählungen und Dozent im Bereich Jagdwesen.
Bereits im Rundfunk der DDR wurden seine Sprüche und Erzählungen aus Rudi Fayertaks Pirschbüchlein populär. Sie erschienen, gesprochen von Klaus Piontek, auch auf Schallplatten, deren Auswahl und Zusammenstellung Dahm selbst besorgte. Dahm war in der DDR auch an der redaktionellen Betreuung von als Unterrichtsmittel hergestellten Tonträgern aus anderen Fachbereichen (z. B. deutsche Literatur) beteiligt. Eine Sammlung von Jägersprüchen wurde 2004 in Buchform veröffentlicht: Dicht daneben ist auch vorbei. 2005 erschien Dahms Liedersammlung Neudammer Jäger- und Schützenlieder im Verlag für Jagd und Natur.

## Werk (Auswahl)
- Jäger- und Schützenlieder, 2010 (ISBN 3-86820-068-1)
- Neudammer Jäger- und Schützenlieder : Die große Sammlung aus Vergangenheit und Gegenwart, 2008
- Neudammer Jäger- und Schützenlieder : gegrüßt sei uns in diesem heitern Kreise, 2005
- Dicht daneben ist auch vorbei: brave Jägersprüche - und solche die es werden wollen, 2004
- Vertrautmachen mit der Bibliotheksbenutzung, 1981
- Deutsch, Literatur, Klassen 9 und 10, VEB Deutsche Schallplatte, Berlin 1976